# 次氯酸银
次氯酸银是一种无机化合物，化学式为AgOCl或AgClO。它很不稳定，会迅速分解。

## 制备
次氯酸银由氧化银（或碳酸银）的悬浮液和氯气反应得到。

## 化学性质
次氯酸银较不稳定，其溶液会缓慢发生歧化反应：
6 AgOCl → 2 AgClO3 + 4 AgCl
若将AgOCl溶液加热至60℃，则迅速歧化。加入氧化银可以使溶液稳定下来。